# Apicia geniculata
Apicia geniculata là một loài bướm đêm trong họ Geometridae.